# 극장의 우상
극장의 우상은 논리적 오류 또는 오류에 대한 일종의 경향이다. 프랜시스 베이컨이 노붐 오르가눔에서 만든 표현이다. 베이컨은 그들을 "철학의 다양한 도그마와 잘못된 증명에서 인간의 마음으로 옮겨온 우상"이라고 설명했다. 그는 그들을 극장의 우상이라고 명명했다.
그 4가지 "우상" 중 하나는 "인간의 이해력을 소유하고 있으며, 그 속에 깊이 뿌리내리고 있어 인간의 마음을 사로잡아 진리가 거의 들어오지 않을 뿐만 아니라 입학한 후에도 위험에 대한 사전 경고를 받은 사람들이 그들의 공격에 대해 가능한 한 스스로를 강화하지 않는 한, 그들은 과학의 발전 바로 그 순간에 다시 우리를 만나 문제를 일으킬 것입니다." 그 중 극장의 우상은 종교에 대한 관심이 많고 이를 억제할 강력한 군주가 없는 등 특수한 역사적 상황에서 발생하는 것으로 가장 피할 수 있다.